# Golden Greats
Albums de Ian Brown
Unfinished Monkey Business
(1998) Music of the Spheres
(2001)
Golden Greats est le second album produit par Ian Brown, ex membre de The Stone Roses. Le titre peut évoquer le titre d'une compilation, mais il s'agit en fait d'une référence à une des chansons de l'album, Golden Gaze.
L'album a été décrit dans le magazine spécialisé NME comme "a left-field masterpiece and Brown's best work for a decade". Moins psychédélique que le précédent opus, Unfinished Monkey Business, l'album contient des sons électroniques, et voit apparaître de nouveaux instruments, comme les cordes, les pianos, le mellotron et les percussions indiennes.
La piste 10, Babasonicos, fait référence au groupe argentin Babasónicos avec lequel Brown a collaboré sur cette chanson notamment, mais également sur d'autres par la suite, comme Lovebug.

## Liste des pistes
1. "Gettin' High" – 4:01
2. "Love Like A Fountain" – 5:14
3. "Free My Way" – 4:19
4. "Set My Baby Free" – 4:26
5. "So Many Soldiers" – 5:16
6. "Golden Gaze" – 3:56
7. "Dolphins Were Monkeys" – 5:06
8. "Neptune" – 3:32
9. "First World" – 5:07
10. "Babasonicos" – 4:05

Version US:

11 "Love Like A Fountain" (Infected By Scourge Of The Earth)

12 "Dolphins Were Monkeys" (Unkle Vs. South Remix)